# Аршиак, Адольф де Сен-Симон
Адольф де Сен-Симон, виконт д’Аршиак (фр. Étienne Jules Adolphe Desmier de Saint-Simon, Vicomte d'Archiac; 24 сентября 1802, Реймс — 24 декабря 1868, Париж) — французский геолог и палеонтолог.

## Биография
Адольф д’Аршиак родился 24 сентября 1802 года в городе Реймсе.
По окончании высшей военной школы Сен-Сир вступил на военную службу. Прослужив девять лет офицером в кавалерии вышел в отставку и предался углублённому изучению истории и геологии.
Кроме отдельных мемуаров, Аршиак написал «L’Histoire des progrès de la géologie de 1834 à 1862», изд. Парижским геологическим обществом (1862, 8 т.).
Избранный членом Института в 1857 году, он сделался профессором палеонтологии в Национальном музее естественной истории. Важнейшие его труды: «Cours de paléontologie stratigraphique» (Париж, 1862-64, 2 т.), «Géologie et paléontologie» (Париж, 1866); «Paléontologie de la France» (Париж, 1868).
Покончил жизнь самоубийством 24 декабря 1868 года в Париже.